# Maladera spectabilis
Maladera spectabilis är en skalbaggsart som beskrevs av Brenske 1898. Maladera spectabilis ingår i släktet Maladera, och familjen Melolonthidae. Inga underarter finns listade.